# Allela
Allela è un comune rurale del Niger facente parte del dipartimento di Birni N'Konni nella regione di Tahoua.